# Lorraine Automoteur 155mm
Lorraine Automoteur 155mm — самоходная артиллерийская установка, разрабатывавшаяся во Франции в послевоенные годы. 
В 1950 году локомотивостроительная фирма Lorraine представила два прототипа САУ. Вооружены машины были 155-мм гаубицами образца 1950 года, установленными в неповоротные рубки. За основу было взято шасси не пошедшего в серию танка Lorraine 40t. Примечательной особенностью этого шасси являлись опорные катки с пневматическими шинами. Изначально на машины планировалось устанавливать двигатель Talbot, от которого в 1951 году отказались в пользу трофейного Maybach. 
В 1954 году в рассмотрении находился проект САУ с поворотной рубкой, однако в 1955 году было принято решение в пользу установки 155-мм гаубицы на шасси Batignolles-Chatillon. Это стало логическим следствием отказа от штурмовых орудий, многими признаками которых обладали оба прототипа.